# The Best of Babes in Toyland and Kat Bjelland
The Best of Babes in Toyland and Kat Bjelland è un album di raccolta del gruppo musicale statunitense Babes in Toyland, pubblicato nel 2004.
Il disco contiene brani dei Babes in Toyland ma anche brani di altri gruppi in cui ha militato Kat Bjelland, come Crunt, Katastrophy Wife e Pagan Babies.

## Tracce
Testi e musiche di Kat Bjelland eccetto dove indicato.
1. Introduction: Dr. Timothy Leary – 0:27
2. Dust Cake Boy – 3:29
3. Vomit Heart – 2:48
4. Spit to See the Shine – 2:42
5. Right Now – 2:19
6. Handsome & Gretel – 1:50
7. Bruise Violet – 2:53
8. He's My Thing – 2:52
9. Istigkeit – 4:22
10. Sweet '69 – 4:03
11. Ariel – 4:23
12. Oh Yeah! – 2:43
13. S.F.W. – 3:58
14. Mater Dolorosa – 3:59
15. Introduction: Kat and Joan Jett – 0:32
16. Quiet Room (Bjelland, Courtney Love) – 1:55
17. Ice Cream & Cigarettes – 2:18
18. Unglued – 3:37
19. Git Go – 3:03
20. Rosacea – 5:26
21. Busiest Shopping Day of the Year – 3:42
22. Money Shot – 2:59
23. Sweetheart – 2:40
24. Liberty Belle – 2:43
25. Blue Valient – 3:58

## Formazione
- Kat Bjelland - chitarra, voce, basso (traccia 18)
- Lori Barbero - batteria (2-14)
- Maureen Herman - basso (5-14)
- Michelle Leon - basso (2-4)
- Courtney Love - voce (16)
- Janis Tanaka - basso (16, 17)
- Deirdre Schletter - piano (16), batteria (17)
- Stu Spasm - chitarra (18)
- Russell Simins - batteria (18)
- Glen Mattson - batteria (19-22)
- Darren Donovan - batteria (22-26)
- Andrew Parker - basso (22-26)